# Dolichorhinus hyognathus
Dolichorhinus hyognathus (лат., от др.-греч. δολῐχός «длинный», ῥίς «нос», ὗς «свинья», γνάθος «челюсти»; «длинноносый со свиными челюстями») — вымершее млекопитающее семейства бронтотериевых отряда непарнокопытных, жившее в среднем эоцене в Северной Америке.

## Внешний вид и строение
Dolichorhinus hyognathus бронтотерии средней величины — высота в холке около 1,2 м. У них отсутствовали характерные для многих бронтотериев рога и вогнутость черепа.
Череп Dolichorhinus hyognathus удлинённый. У некоторых экземпляров был небольшой надглазничный бугорок. Носовая вырезка доходит до заднего края четвёртого премоляра. Сагиттального гребня нет, но есть парасагиттальные гребни.

## Распространение и ископаемые находки
Довольно много ископаемых костей этих зверей, включая полный скелет, найдены в Северной Америке: округ Свитвотер, штат Вайоминг и бассейн реки Уинта, штат Юта.

## Питание
Судя по строению зубов, Dolichorhinus hyognathus кормился мягкой растительностью — листьями и молодыми побегами деревьев и кустарников.

## Образ жизни
Вероятно, эти звери обитали в лесах или зарослях кустарников. Видимо, они не могли долго и быстро убегать от хищников, поэтому старались скрыться от них в густой растительности, как современные тапиры.